# Limor Son Har-Melech
Limor Son Har-Melej (en hebreu :לימור סון הר-מלך, nascuda el 1979) és una colona i política israeliana d'extrema dreta, Limor és membre de la Kenésset pel partit kahanista Otzma Yehudit, després de les eleccions legislatives d'Israel de 2022.

## Introducció
Limor Son Har-Melech és membre de la Knéset en representació del partit Otsmá Yehudit. Limor Són Har-Malech (nascuda el 30 de juliol de 1979, 6 de juliol de 1979) és membre de la Knéset en nom d'Otsmá Yehudit i presidenta del comitè especial sobre la fundació per als ciutadans d'Israel. Limor Son, forma part del moviment per al restabliment de l'assentament de Homesh.

## Biografia
Har-Melech va néixer a Jerusalem el juliol de 1979, filla de Nassim Elmaleh, que treballava com a serraller i de Xoshana Elmaleh, la seva família no era religiosa, però en quart grau van decidir inscriure a la seva filla a l'escola religiosa Noam Zvia. Limor es va oferir com a voluntària per al servei nacional com a membre de l'organització Bnei Akiva. Després del seu servei, va estudiar a Midrexet Binat, en combinació amb els estudis d'orientació educativa a l'escola Orot Israel, el principal camp professional que va desenvolupar és la teràpia emocional i l'orientació parental. El 2021 va publicar un llibre de poemes sobre les seves experiències amb la maternitat. El 2001, es va casar amb el seu primer marit, Shuli Har-Melej, i es va mudar amb ell a l'assentament israelià de Homesh, un lloc d'avançada israeliana il·legal a la Cisjordània ocupada, on el seu primer marit era metge i conductor d'ambulància i van tenir un fill junts.
A l'agost de 2003, durant la Segona Intifada, mentre Har-Melej estava embarassada de set mesos del seu segon fill, el seu marit i ella conduïen un automòbil prop de Ramal·la, a Cisjordània, quan cinc homes armats van disparar contra el seu vehicle amb armes automàtiques i el vehicle va tenir un accident, el seu primer marit, Shuli, va morir instantàniament, mentre que Limor es trobava en estat crític i la seva filla va néixer prematurament per cesària diverses hores després. Les Brigades dels Màrtirs d'Al-Aqsa, segons alguns governs occidentals, una organització terrorista, ha estat descrita com el braç militar del partit polític del poble palestí Al- Fatah, van reivindicar la responsabilitat de l'atac.
El 2005, Har-Melej i la seva família, juntament amb la resta dels residents de Homesh, van ser desallotjats de casa seva a causa de la retirada israeliana de Gaza i d'algunes ciutats de la Cisjordània ocupada, sent després demolits, els assentaments il·legals allí construïts . Har-Melej es va tornar a casar amb el seu actual espòs Yehuda i va tenir vuit fills més amb ell, traslladant-se del seu allotjament temporal a una casa a l'assentament de Shavei Shomron.
Després de tenir el setè fill, va cofundar l'organització Homesh First, que busca reconstruir el lloc avançat il·legal en què havia viscut fins al 2005. Limor Són forma part del moviment per al restabliment de l'assentament d'Homsa. El 2001 es va casar amb Shalom (Shuli) Har Melej, un estudiant de la Yeshivá Kedumim ubicada al nord de Samaria i conductor d'ambulància. Shuli va començar a treballar com a coordinadora d'absorció a l'assentament i com a coordinadora de l'escola i l'escola bressol a Kedumim. El 2003, ella i el seu marit van ser atacats per terroristes palestins. El seu primer marit va morir a l'atac i ella va resultar greument ferida i va donar a llum en un part d'emergència. Després d'uns dos anys, l'assentament on vivia va ser evacuat com a part d'un pla de retirada israeliana. Va ser una de les fundadores del moviment que aspira a tornar al seu antic assentament. Després d'aproximadament un any, es va tornar a casar amb el jueu Yehuda Son, en els primers anys del seu matrimoni, van viure en assentaments en els territoris palestins conquerits i ocupats de l'Àrea de Judea i Samaria.

## Carrera política
Abans de les eleccions a la vint-i-cinquena Knéset, Limor va ocupar un lloc a la llista del Partit Sionista Religiós i Otsmà Yehudit, en nom d'aquest últim, va ser elegida membre de la Knéset i és l'única dona entre els membres de la Knéset a la llista del partit Otsmá Yehudit. El 4 de gener de 2023, va començar a exercir-se com a presidenta del comitè especial sobre el fons per als ciutadans d'Israel a la Knéset. Al setembre de 2023, va ajudar a recaptar al voltant de mig milió de xéquels per Amiram Ben Oliel, l'assassí de la família Dawabsheh de Duma, Cisjordània. En un enregistrament publicat, Limor el va definir com sant i just. Har-Melech va ocupar un lloc a la llista conjunta del Partit Sionista Religiós i Otsmà Yehudit a les eleccions legislatives israelianes de 2022. Limor va ser triada com a membre de la Kenésset. Limor era present a la ciutat palestina de Huwara i després d'un esclat de violència per part dels colons kahanistes israelians, el febrer del 2023, va demanar al govern israelià que no emetés condemnes a la violència ni fes crides a la calma.